# Kátovské rameno
Kátovské rameno je přírodní památka ve správních územích obcí Kátov a Holíč v okrese Skalica v Trnavském kraji na Slovensku. Území bylo vyhlášeno v roce 1986 a jeho rozloha je 6,05 hektaru. Předmětem ochrany jsou poslední zbytky mrtvých ramen Moravy v jižní části Dolnomoravského úvalu s výskytem chráněných a ohrožených druhů rostlin a živočichů, vázaných na vodní a mokřadní biotopy.